# Pays développé
« Pays du Nord » redirige ici. Pour la revue locale du nord de la France, voir Pays du Nord (magazine).
 (août 2016).
Si vous disposez d'ouvrages ou d'articles de référence ou si vous connaissez des sites web de qualité traitant du thème abordé ici, merci de compléter l'article en donnant les références utiles à sa vérifiabilité et en les liant à la section « Notes et références ».

Carte du monde indiquant les catégories de l'indice de développement humain par pays (données de 2021).
Très élevé
Élevé
Moyen
Faible
Données indisponibles

Un pays développé à économie de marché (PDEM), ou plus simplement pays développé ou pays riche, est un pays où la majorité de la population accède à tous ses besoins vitaux, c'est-à-dire à la nourriture, à un logement décent, à l'eau potable, à la santé et à l'éducation, via l'économie de marché.
Les pays développés sont caractérisés par leurs agricultures industrialisées.
Les premières définitions ne faisaient appel qu'au développement économique, les pays développés étant ceux dont le produit intérieur brut est élevé. On raisonne maintenant selon des critères de développement humain, par exemple avec l'Indice de développement humain

## Indicateurs de développement
Le Programme des Nations unies pour le développement (PNUD) retient deux définitions pour les pays développés : 
- pays ayant un indice de développement humain supérieur ou égal à 0,8 : ceci concerne, en 2018, 61 pays ;
- pays de l'Organisation de coopération et de développement économiques (OCDE), de l'Europe de l'Est, de l'Europe centrale et de la Communauté des États indépendants (CEI ; définition utilisée pour le classement selon l'indicateur de pauvreté humaine IPH-2) : cette notion géographique est politique et arbitraire et ne montre plus la réalité de la répartition des pays développés ; bon nombre de pays de la CEI étant considérés aujourd'hui comme des pays émergents ou en développement. Du fait de cette répartition géographique, on parle souvent des « pays du Nord » pour désigner les pays développés, par opposition aux « pays du Sud » (pays en développement).

Dans l'ensemble, les pays les plus évolués :
- sont des démocraties (voir Développement humain) ;
- ont un niveau de vie moyen plus élevé que les pays en développement et donc une bonne économie de marché.

## Historique

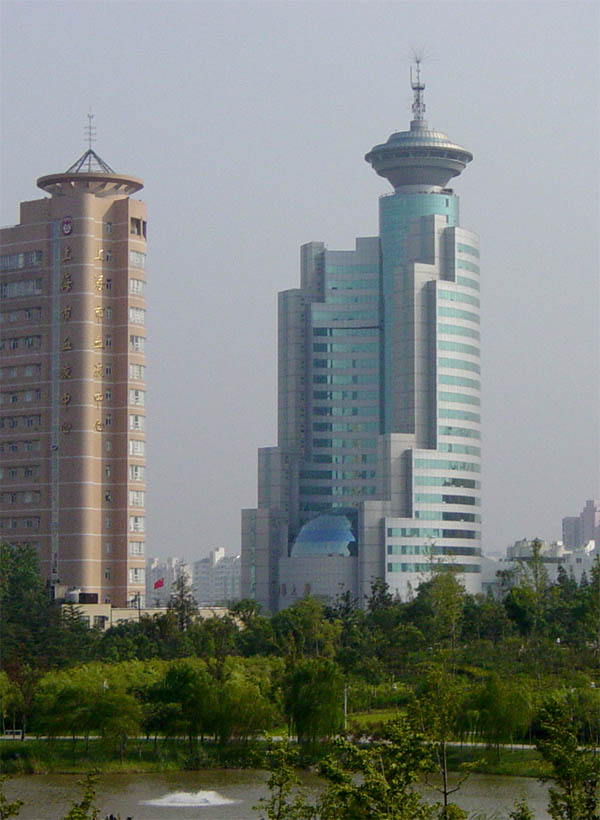
Gratte-ciel à Shanghai. La concentration urbaine est une conséquence induite de l'exode rural produit par les bouleversements sociaux de l'industrialisation.

Ce sont des pays qui, au moment des révolutions industrielles, ont bénéficié d'une main-d'œuvre et de matières premières extrêmement bon marché qui ont permis de développer l'outil industriel, les connaissances et l'économie. Au lendemain de la Seconde Guerre mondiale, les pays industrialisés ont commencé à mettre en place une aide aux pays « sous-développés » (mot alors employé par Harry Truman en 1949). Par la suite, certains pays développés ont su réguler les disparités sociales créées en menant des politiques de répartition des richesses par l'impôt et les services publics : éducation, santé, protection sociale.
En faisant accéder une grande partie de leur population à des richesses (augmentation des revenus et diminution des dépenses vitales comme la santé), ces pays ont étendu leur marché intérieur à une grande partie de la population : les citoyens ayant subvenu à leurs besoins vitaux ont pu commencer à acheter des biens et des services superflus, de confort… Ce qui a entretenu la machine économique.
Certains pays développés ont connu un développement et une modernisation plus tardifs (fin XIXe – début XXe siècle) grâce à un effort considérable de la population, soit volontaire et sacrificiel (Corée du Sud et cas du Japon de l'ère Meiji), soit forcé (cas de l'URSS après la révolution russe). Une nouvelle vague de développement après la Seconde Guerre mondiale a permis à quelques autres pays, notamment les « dragons asiatiques » (Corée du Sud, Hong Kong, Singapour, Taïwan) d'accéder au rang de pays développés vers la fin du siècle dernier.

## Situation actuelle
Depuis les années 1990 et l'émergence des exigences de développement durable, le développement des pays les plus avancés techniquement, tel qu'il s'est mis en place au cours de la révolution industrielle, est remis en question du fait du fort impact environnemental des activités industrielles, et d'une manière générale du mode de vie de type occidental. Les experts d'ONG comme le WWF ont mis en évidence, grâce au concept d'empreinte écologique, que les pays dits « développés » ont un mode de vie qui n'est pas généralisable tel quel à l'ensemble de la planète. Cette situation pose des problèmes d'équité sociale entre les pays les plus avancés techniquement (pays du Nord), et les autres (pays du Sud).

## Liste des pays développés
| Pays                | IDH 2015 |
| Amérique            | Amérique |
| ------------------- | -------- |
| États-Unis          | 0,920    |
| Canada              | 0,920    |
| Asie                |          |
| Singapour           | 0,939    |
| Hong Kong, Chine    | 0,933    |
| Japon               | 0,929    |
| Émirats arabes unis | 0,924    |
| Corée du Sud        | 0,922    |
| Israël              | 0,920    |
| Taïwan              | 0,918    |
| Koweït              | 0,917    |
| Arabie saoudite     | 0,875    |
| Europe              |          |
| Norvège             | 0,949    |
| Suisse              | 0,939    |
| Allemagne           | 0,926    |
| Danemark            | 0,925    |
| Pays-Bas            | 0,924    |
| Irlande             | 0,923    |
| Finlande            | 0,920    |
| Suède               | 0,913    |
| Liechtenstein       | 0,912    |
| Royaume-Uni         | 0,909    |
| Luxembourg          | 0,898    |
| France              | 0,897    |
| Belgique            | 0,896    |
| Autriche            | 0,893    |
| Slovénie            | 0,890    |
| Italie              | 0,887    |
| Espagne             | 0,884    |
| Tchéquie            | 0,878    |
| Grèce               | 0,866    |
| Estonie             | 0,865    |
| Andorre             | 0,858    |
| Chypre              | 0,856    |
| Malte               | 0,856    |
| Slovaquie           | 0,845    |
| Océanie             |          |
| Australie           | 0,939    |
| Nouvelle-Zélande    | 0,915    |

| Pays (liste alphabétique) | IDH > 0,800 (2011)     | CIA EA | FMI EA | OCDE ERE | BM ERE | CAD |
| ------------------------- | ---------------------- | ------ | ------ | -------- | ------ | --- |
| Allemagne                 | Oui                    | Oui    | Oui    | Oui      | Oui    | Oui |
| Australie                 | Oui                    | Oui    | Oui    | Oui      | Oui    | Oui |
| Autriche                  | Oui                    | Oui    | Oui    | Oui      | Oui    | Oui |
| Belgique                  | Oui                    | Oui    | Oui    | Oui      | Oui    | Oui |
| Canada                    | Oui                    | Oui    | Oui    | Oui      | Oui    | Oui |
| Chypre                    | Oui                    | Oui    | Oui    | Non      | Oui    | Non |
| Corée du Sud              | Oui                    | Oui    | Oui    | Oui      | Oui    | Oui |
| Danemark                  | Oui                    | Oui    | Oui    | Oui      | Oui    | Oui |
| Espagne                   | Oui                    | Oui    | Oui    | Oui      | Oui    | Oui |
| Estonie                   | Oui                    | Oui    | Oui    | Oui      | Oui    | Non |
| États-Unis                | Oui                    | Oui    | Oui    | Oui      | Oui    | Oui |
| Finlande                  | Oui                    | Oui    | Oui    | Oui      | Oui    | Oui |
| France                    | Oui                    | Oui    | Oui    | Oui      | Oui    | Oui |
| Grèce                     | Oui                    | Oui    | Oui    | Oui      | Oui    | Oui |
| Hong Kong, Chine          | Oui                    | Oui    | Oui    | Non      | Oui    | Non |
| Irlande                   | Oui                    | Oui    | Oui    | Oui      | Oui    | Oui |
| Islande                   | Oui                    | Oui    | Oui    | Oui      | Oui    | Non |
| Israël                    | Oui                    | Oui    | Oui    | Oui      | Oui    | Non |
| Italie                    | Oui                    | Oui    | Oui    | Oui      | Oui    | Oui |
| Japon                     | Oui                    | Oui    | Oui    | Oui      | Oui    | Oui |
| Luxembourg                | Oui                    | Oui    | Oui    | Oui      | Oui    | Oui |
| Norvège                   | Oui                    | Oui    | Oui    | Oui      | Oui    | Oui |
| Nouvelle-Zélande          | Oui                    | Oui    | Oui    | Oui      | Oui    | Oui |
| Pays-Bas                  | Oui                    | Oui    | Oui    | Oui      | Oui    | Oui |
| Portugal                  | Oui                    | Oui    | Oui    | Oui      | Oui    | Oui |
| République tchèque        | Oui                    | Oui    | Oui    | Oui      | Oui    | Non |
| Royaume-Uni               | Oui                    | Oui    | Oui    | Oui      | Oui    | Oui |
| Singapour                 | Oui                    | Oui    | Oui    | Non      | Oui    | Non |
| Slovaquie                 | Oui                    | Oui    | Oui    | Oui      | Oui    | Non |
| Slovénie                  | Oui                    | Oui    | Oui    | Oui      | Oui    | Non |
| Suède                     | Oui                    | Oui    | Oui    | Oui      | Oui    | Oui |
| Suisse                    | Oui                    | Oui    | Oui    | Oui      | Oui    | Oui |
| Taïwan                    | Oui (calculé par UNDP) | Oui    | Oui    | Non      | Oui    | Non |

| Pays                | PIB par habitant PPA (2011) |
| Amérique            | Amérique                    |
| ------------------- | --------------------------- |
| Canada              | 40.541                      |
| États-Unis          | 48.387                      |
| Asie                |                             |
| Corée du Sud        | 31.714                      |
| Hong Kong, Chine    | 49.137                      |
| Israël              | 30.975                      |
| Japon               | 34.740                      |
| Singapour           | 59.711                      |
| Émirats arabes unis | 59.711                      |
| Taïwan              | 37.720                      |
| Europe              |                             |
| Allemagne           | 37.897                      |
| Andorre             | 37.200                      |
| Autriche            | 41.822                      |
| Belgique            | 37.897                      |
| Chypre              | 29.074                      |
| Danemark            | 37.152                      |
| Espagne             | 30.626                      |
| Estonie             | 22.406                      |
| Finlande            | 36.236                      |
| France              | 35.156                      |
| Grèce               | 26.294                      |
| Hongrie             | 19.591                      |
| Irlande             | 39.639                      |
| Islande             | 38.061                      |
| Italie              | 30.464                      |
| Liechtenstein       | 141.100 (2008)              |
| Luxembourg          | 80.3119                     |
| Malte               | 25.428                      |
| Monaco              | 63.400 (2009)               |
| Norvège             | 53.471                      |
| Pays-Bas            | 42.183                      |
| Portugal            | 23.361                      |
| Tchéquie            | 27.062                      |
| Pologne             | 20.334                      |
| Royaume-Uni         | 36.090                      |
| Saint-Marin         | 36.200 (2009)               |
| Slovaquie           | 24.434                      |
| Slovénie            | 27.570                      |
| Suède               | 40.394                      |
| Suisse              | 43.370                      |
| Océanie             |                             |
| Australie           | 40.234                      |
| Nouvelle-Zélande    | 27.668                      |

| IDH≥0,8 | Indice de développement humain supérieur à 0,800. | CIA EA   | Économies avancées selon le CIA World Factbook. |
| FMI EA  | FMI, économies avancées                           | OCDE ERE | À Revenus élevés membres de l'OCDE              |
| BM ERE  | Banque mondiale, économies à revenus élevés       | CAD      | Le Comité d'aide au développement               |